# 瓦西尔·埃特罗波尔斯基
瓦西尔·埃特罗波尔斯基（1959年3月18日—），保加利亚男子击剑运动员。他曾获得1983年世界击剑锦标赛男子佩剑个人冠军。他也参加了1980年和1988年两届夏季奥运会。